# 黄诩
黄诩，字九霄，浙江余姚人，明朝花鸟画家。

## 生平
诸生。工于诗词。擅长书法，书法乘赵孟頫风格。精于绘画，在成化年间以花鸟画闻名；尤擅长画竹、石、花等题材，其中所绘墨菊十分传神，被称作一绝。